# Penaea acutifolia
Penaea acutifolia är en tvåhjärtbladig växtart som beskrevs av Adrien Henri Laurent de Jussieu. Penaea acutifolia ingår i släktet Penaea och familjen Penaeaceae. Inga underarter finns listade i Catalogue of Life.